# Многокутник

Різні види многокутників. Перші три є простими, четвертий не є простим

Многоку́тник (багатоку́тник, поліго́н) — геометрична фігура, замкнена ламана (сама, або разом із точками, що лежать усередині). Вершини цієї ламаної називають вершинами многокутника, а відрізки ламаної — сторонами многокутника.
Дві вершини, що сполучаються відрізком ламаної, називаються суміжними вершинами. Дві сторони, що мають спільну вершину, називаються суміжними. Якщо дві несуміжні сторони не мають спільних точок (тобто ламана, що обмежує многокутник, не перетинається), многокутник називається простим.

## Види многокутників
Розрізняють:
- плоскі многокутники, у яких усі сторони лежать в одній площині.
- опуклі многокутники — многокутники, що задовольняють одній з умов:

 — многокутник знаходиться по одну сторону від прямої, що містить довільну його сторону;
 — усі внутрішні кути многокутника менше ніж 180°;
 — будь-яка пряма, що не містить вершин і сторін многокутника, перетинає границю многокутника у двох точках.
- правильні многокутники, коли вони є плоскими, опуклими й з рівними сторонами та кутами.

## Властивості
- Будь-який простий плоский многокутник ділить площину, у якій він знаходиться, на дві частини — внутрішню і зовнішню. Якщо довільний промінь, що не містить вершин многокутника, перетинає границю многокутника в непарній кількості точок, то точка, що є початком променя, належить до внутрішньої області, якщо у парній — до зовнішньої області.
- Сума внутрішніх кутів многокутника дорівнює {\displaystyle ({n-2})\pi } радіан або {\displaystyle ({n-2})180^{\circ }}.
- Площа довільного простого многокутника з вершинами, заданими у декартовій системі координат, може бути визначена за формулою:

{\displaystyle A={\frac {1}{2}}\sum _{i=0}^{n-1}(x_{i}y_{i+1}-x_{i+1}y_{i})\,}
- Якщо відомі сторони многокутника a1,a2, …, an і зовнішні кути, {\displaystyle \theta _{1},\theta _{2},\dots ,\theta _{n}}, площа многокутника може бути обчислена за формулою:

{\displaystyle {\begin{aligned}A={\frac {1}{2}}(a_{1}[a_{2}\sin(\theta _{1})+a_{3}\sin(\theta _{1}+\theta _{2})+\cdots +a_{n-1}\sin(\theta _{1}+\theta _{2}+\cdots +\theta _{n-2})]\\{}+a_{2}[a_{3}\sin(\theta _{2})+a_{4}\sin(\theta _{2}+\theta _{3})+\cdots +a_{n-1}\sin(\theta _{2}+\cdots +\theta _{n-2})]\\{}+\cdots +a_{n-2}[a_{n-1}\sin(\theta _{n-2})])\end{aligned}}}